# Новицький Яків Павлович
Новицький Яків Павлович (нар. 24 жовтня (6 листопада) 1847 р. с. Аули Катеринославського повіту, Катеринославської губернії (тепер селище Криничанського р-ну Дніпропетровської обл. — 19 травня 1925 р.) — відомий український історик, археолог, етнограф, фольклорист, краєзнавець, педагог. Дійсний член Імператорського Російського Географічного Товариства (від 23 січня 1876 р.).

## Біографія
Новицький Яків Павлович нащадок полковника, соратника Івана Мазепи Ілька Новицького. Закінчив Олександрівське повітове училище.
У 1868 р. Новицький під впливом педагога, організатора народних шкіл, голови Олександрійської повітової училищної ради барона М. О. Корфа вирішив стати учителем.
З 1869 по 1877 рр. Я. Новицький працює вчителем у різних школах Олександрійського повіту.
Веде краєзнавчу роботу, проводить археологічні розвідки, записує фольклорно-етнографічний матеріал як від старожилів. Якова Новицького можна вважати новатором в педагогіці українознавства — він залучав до програми все, що становить історико-етнографічний інтерес, виховував національну свідомість школярів на основі знань місцевої історії, етнографії, археології, природи.
До 1876 р. Яків Павлович зібрав чималу колекцію фольклорних творів, записаних на Запоріжжі. Свої зібрання надсилає до Південно-Західного відділу Імператорського Російського Географічного Товариства.
У 1877 р. Яків Павлович був звільнений з посади вчителя «за поширення в народі українофільських тенденцій». Деякий час працював у Чернігівському земському статистичному відділі, а з 1879 р. знов повертається до Олександрівська (Запоріжжя), продовжує наукову роботу. Працює тут секретарем повітової училищної ради, згодом — опікуном і екзаменатором земських шкіл, що сприяє його мандрівкам по території Запорожжя.

## Науковий доробок
Понад 30 років Я. П. Новицький досліджував о. Хортицю, Великий Луг, руїни всіх Запорозьких Січей, крім Олешківської і Кам'янської, здійснював тривалі походи по Катеринославщині і ретельно опрацьовував місцеві архіви; зробив статистико-економічний та історико-етнографічний опис сіл Олександрівського повіту. На о. Хортиці та в околицях Олександрівська розкопав більше 100 курганів. Створив детальну карту о. Хортиці, яку використав Д. І. Яворницький у своїх працях.
Новицький Яків Павлович зібрав унікальну колекцію артефактів козацької доби: запорозьких ікон, люльок, картин, інших цінностей, яку згодом передав до музею О. Поля (тепер Дніпропетровський історичний музей ім. Д. І. Яворницького); зафотографував майже всі церкви Олександрівського повіту, хрести та інші пам'ятки, історичні краєвиди, могили, урочища, Дніпрові скелі, пороги, вікові дуби тощо. 1913 р. в приміщенні Олександрівського земства був відкритий історичний музей, засновником якого і першим директором до 1925 р. був Я. П. Новицький (нині — Запорізький обласний краєзнавчий музей). В останні роки життя (1919—1925) Яків Павлович працював також завідувачем створеного ним архіву (тепер Державний історичний архів Запорізької обл.).
Я. П. Новицький зібрав також багатий ботанічний та зоологічний матеріал, вів метеорологічні та фенологічні спостереження.
Протягом 1873—1916 рр. Я. Новицький збирав фольклорні матеріали на території колишнього Запорожжя — в Олександрівському та Катеринославському повітах.
Новицький Я. П. був членом ряду наукових товариств: Харківського історико-філологічного, Катеринославського наукового, Катеринославської вченої архівної комісії Товариства любителів природознавства, антропології та етнографії при Московському університеті.

## Бібліографія праць Я. П. Новицького

Пам'ятна дошка Новицькому Якову Павловичу на фасаді Вільнянського краєзнавчого музею